# Rozaliya Nasretdinova
Rozaliya Nasretdinova (Розалия Насретдинова) née le 10 février 1997 à Moscou, est une nageuse russe, spécialiste de la nage libre.

## Palmarès

### Championnats du monde
Grand bassin
- Championnats du monde juniors 2013 à Dubaï ( Émirats arabes unis) :
  -  Médaille d'or sur 4 × 100 m nage libre
  -  Médaille d'argent sur 50 m nage libre
  -  Médaille de bronze sur 4 × 100 m nage libre mixte

Petit bassin
- Championnats du monde en petit bassin 2014 à Doha ( Qatar) :
  -  Médaille d'argent du relais 4 × 50 m nage libre mixte

### Championnats d'Europe
Grand bassin
- Championnats d'Europe juniors 2012 à Anvers ( Belgique) :
  -  Médaille d'or sur 4 × 100 m nage libre
  -  Médaille d'argent sur 50 m nage libre
- Championnats d'Europe juniors 2013 à Poznań ( Pologne) :
  -  Médaille d'or sur 50 m nage libre
  -  Médaille d'or sur 4 × 100 m nage libre
  -  Médaille d'or sur 4 × 100 m nage libre mixte

Petit bassin
- Championnats d'Europe en petit bassin 2012 à Chartres ( France) :
  -  Médaille d'argent sur 4 × 50 m nage libre mixte
- Championnats d'Europe en petit bassin 2013 à Herning ( Danemark) :
  -  Médaille d'or sur 4 × 50 m quatre nages
  -  Médaille d'or sur 4 × 50 m nage libre mixte
  -  Médaille de bronze sur 4 × 50 m nage libre
- Championnats d'Europe en petit bassin 2015 à Netanya ( Israël) :
  -  Médaille de bronze sur 4 × 50 m nage libre
  -  Médaille d'argent sur 4 × 50 m nage libre mixte
  -  Médaille d'argent sur 4 × 50 m quatre nages mixte